# Béatrice Bottet
Pour les articles homonymes, voir Bottet.
 (novembre 2017).
Béatrice Bottet est une romancière française, auteure de livres destinés à la jeunesse, née en 1950.
Elle est notamment connue pour la saga Le Grimoire au rubis, et pour d'autres œuvres se déroulant généralement dans un cadre historique.

## Biographie
Béatrice Bottet est à l'origine professeure de lettres et d'histoire. Elle se tourne petit à petit vers l'écriture pour en faire son activité à plein temps. Passionnée d'une part par l'ésotérisme et d'autre part par la mythologie grecque, son écriture se tourne vers la jeunesse.
Elle écrit notamment Le Grimoire au rubis et La Mythologie en BD. Ces deux œuvres divisées en plusieurs tomes ont fait sa reconnaissance, avec des histoires portées sur la fantasy historique avec un soupçon de science-fiction ou de mythologie, avec un humour omniprésent. Elle est éditée par Casterman.
Elle est aussi l'auteure de Penelope Green, une série de romans policiers se déroulant dans un cadre victorien.

## Œuvres

### Le Grimoire au rubis
Cycle 1 :
- Bertoul et le Secret des hiboux, Casterman, 2005  (ISBN 2203155175)
- Le Sortilège du chat, Casterman, 2006  (ISBN 2203155191)
- Le Chant des loups, Casterman, 2006  (ISBN 2203155205)

Cycle 2 :
- Val d'enfer, Casterman, 2007  (ISBN 220315523X)
- Les Compagnons de la nuit, Casterman, 2007  (ISBN 220300584X)
- La Sarabande des spectres, Casterman, 2008  (ISBN 2203011742)

Cycle 3 :
- Rue de la Mandragore, Casterman, 2008  (ISBN 2203015756)
- Le Château de la Dame Blanche, Casterman, 2009  (ISBN 2203020830)
- Le Relais des ombres, Casterman, 2009  (ISBN 2203020849)

### Penelope Green
- La chanson des enfants perdus[2],[3], Casterman, 2011  (ISBN 978-2-203-03543-0)

- L'affaire Bluewaters[4], Casterman, 2012  (ISBN 978-2-203-04016-8)
- L'éventail de Madame Li, Casterman, 2012  (ISBN 978-2-203-04846-1)
- La tiare de Néfertiti, Casterman, 2013  (ISBN 978-2-203-06376-1)

### Autres romans
- Fille de la tempête - La légende de la ville d'Is[5], Casterman, 2011
- Le secret de la dame en rouge[6], Scrineo, 2017
- La dame en rouge règle ses comptes, Scrineo, 2017

### BD ou romans graphiques
- Du rififi pour Héraklès (dessin de Bruno Heitz), Casterman, 2002.
- Les Aventures d'Ulysse - Le départ de Troie[7]  (dessin de Emilie Harel) , Casterman, 2014
- Les aventures d'Ulysse (T. 2). Le retour à Ithaque (dessin de Emilie Harel), Casterman, 2015
- Les Métamorphoses d'Ovide[8] (dessin de  Ariane Pinel), Casterman, 2016.
- Du rififi pour Ulysse (dessin de Nancy Peña), Casterman, 2016.
- Les contes de Perrault[9], dessin de Tamia Baudouin, Casterman, coll. « Tout en BD », 2019  (ISBN 978-2-203-16880-0)
- Les contes de Grimm, d'après Les Frères Grimm, dessin de Terkel Risbjerg, Casterman, , coll. « Tout en BD », 2020  (ISBN 978-2-203-19831-9)